# Nowy Dwór (powiat golubsko-dobrzyński)
Nowy Dwór – wieś w Polsce położona w województwie kujawsko-pomorskim, w powiecie golubsko-dobrzyńskim, w gminie Kowalewo Pomorskie.

## Podział administracyjny
W latach 1975–1998 miejscowość należała administracyjnie do województwa toruńskiego.

## Demografia
Według Narodowego Spisu Powszechnego (III 2011 r.) wieś liczyła 255 mieszkańców. Jest piętnastą co do wielkości miejscowością gminy Kowalewo Pomorskie.